# Claude Jarman Jr.
Claude Jarman Jr. (Nashville, 27 de setembro de 1934 – Kentfield, 12 de janeiro de 2025) foi um ator dos Estados Unidos.
Em sua carreira, atuou em onze filmes, com destaque para Virtude Selvagem (1946), onde interpretou Jody. A atuação rendeu a Jarman um Oscar especial da Academia, no ano seguinte. Outro papel destacado foi o de Jeff Yorke, em Rio Grande (1950).
Interrompeu a carreira de ator em 1953 para concluir o ensino médio. Voltou à ativa 3 anos depois, com The Great Locomotive Chase, no papel de Jacob Parrott. Em seguida, parou novamente de atuar e foi para a Marinha dos Estados Unidos, onde trabalhou como relações públicas. Seu último trabalho oficial como ator foi na série Centennial, como Earl Grebe.

## Morte
Jarman morreu em 12 de janeiro de 2025, aos noventa anos, em Kentfield.

## Filmografia
- The Yearling (1946) - Jody
- High Barbaree (1947) - Alec
- Intruder in the Dust (1949) - Chic Mallison
- Roughshod (1949) - Steve Phillips
- The Sun Comes Up (1949) - Jerry
- Rio Grande (1950) - Jeff Yorke
- The Outsiders (1950) - Roy Gort
- Inside Straight (1951) - Rip MacCool
- Hangman's Knot (1952) - Jamie Groves
- Fair Wind to Java (1953) - Chess
- The Great Locomotive Chase (1956) - Jacob Parrott

### Outros trabalhos
- Centennial (1978) - Earl Grebe